# Pyrus babadagensis
Pyrus babadagensis är en rosväxtart. Pyrus babadagensis ingår i släktet päronsläktet, och familjen rosväxter.

## Underarter
Arten delas in i följande underarter:
- P. b. babadagensis
- P. b. eminensis